# Oblast Murmansk
Koordinaten: 68° 0′ N, 35° 0′ O
Die Oblast Murmansk (russisch Мурманская область/Murmanskaja oblast) ist eine Oblast in Nordwestrussland.
Die Oblast liegt in Nordosteuropa und umfasst auch die Halbinsel Kola vollständig sowie weitere Gebiete im Westen und Südwesten. Im Norden liegt die Barentssee, im Osten das Weiße Meer. Im Süden grenzt sie an die autonome Republik Karelien, im Westen an Finnland und Norwegen.
Die Oberfläche der Oblast ist größtenteils hügelig, höchstes Gebirge sind die Chibinen. Durch die Meeresnähe und den Golfstrom wird das Klima gemildert.
Die Samen, die heute nur eine kleine Minderheit darstellen, sind die indigene Bevölkerung des gesamten Gebiets. Bereits im 12. Jahrhundert begannen die Russen, die Küsten des Weißen Meeres zu erforschen. Das Gebiet blieb lange rückständig, Murmansk wurde erst 1916 gegründet. Im 20. Jahrhundert begann Russland die Kola-Halbinsel als eine militärstrategisch sehr wichtige Region anzusehen und errichtete die Nordflotte.
Wichtigster Wirtschaftszweig ist der Bergbau, in der Oblast werden Apatit, Nickel, Eisenerz, Kupfer und andere Bodenschätze gewonnen. Daneben haben der Fischfang und die Holzwirtschaft Bedeutung. Durch den Golfstrom ist die Hafenstadt Murmansk eisfrei, obwohl sie nördlich des Polarkreises liegt.

## Bevölkerung
Bei den letzten Volkszählungen in den Jahren 2002 und 2010 gab es eine Bevölkerungszahl von 892.534 respektive 795.409 Bewohnern. Somit sank die Einwohnerzahl in diesen acht Jahren um 97.125 Personen (−10,88 %). In Städten wohnten 2010 738.382 Menschen. Dies entspricht 92,83 % der Bevölkerung (in Russland 73 %). Bis zum 1. Januar 2014 sank die Einwohnerschaft weiter auf 771.058 Menschen. Die Verteilung der verschiedenen Volksgruppen sah folgendermaßen aus:
| Nationalität     | VZ 1989   | Prozent | VZ 2002 | Prozent | VZ 2010 | Prozent |
| ---------------- | --------- | ------- | ------- | ------- | ------- | ------- |
| Russen           | 965.727   | 84,21   | 760.862 | 85,25   | 642.310 | 80,75   |
| Ukrainer         | 105.079   | 9,16    | 56.845  | 6,37    | 34.268  | 4,31    |
| Belarussen       | 38.794    | 3,38    | 20.335  | 2,28    | 12.050  | 1,51    |
| Tataren          | 11.459    | 1,00    | 7.944   | 0,89    | 5.624   | 0,71    |
| Aserbaidschaner  | 2.695     | 0,24    | 4.614   | 0,52    | 3.841   | 0,48    |
| Tschuwaschen     | 3.865     | 0,34    | 2.759   | 0,31    | 1.782   | 0,22    |
| Komi             | 2.167     | 0,19    | 2.177   | 0,24    | 1.649   | 0,21    |
| Mordwinen        | 4.214     | 0,37    | 2.479   | 0,28    | 1.625   | 0,20    |
| Armenier         | 1.521     | 0,13    | 1.954   | 0,22    | 1.618   | 0,20    |
| Samen            | 1.615     | 0,14    | 1.769   | 0,20    | 1.599   | 0,20    |
| Karelier         | 3.505     | 0,31    | 2.203   | 0,25    | 1.376   | 0,17    |
| Russlanddeutsche | 1.454     | 0,13    | 1.211   | 0,14    | 725     | 0,09    |
| Finnen           | 590       | 0,05    | 426     | 0,05    | 273     | 0,03    |
| Einwohner        | 1.146.757 | 100,00  | 892.534 | 100,00  | 795.409 | 100,00  |

Anmerkung: die Anteile beziehen sich auf Gesamtzahl der Einwohner. Also mitsamt dem Personenkreis, der keine Angaben zu seiner ethnischen Zugehörigkeit gemacht hat (2002 10.679 resp. 2010 73.484 Personen)
Die Bevölkerung des Gebiets besteht mehrheitlich aus Russen. Die Ukrainer und Belarussen sind die einzigen nennenswerten ethnischen Minderheiten in der Oblast Murmansk. Ihre Zahl ist stark gesunken.

## Verwaltungsgliederung und Städte
Die wichtigsten Städte sind Murmansk und Apatity. Die Bevölkerung lebt hauptsächlich an der Murmanbahn, die Murmansk mit den südlichen Landesteilen verbindet.
Die Oblast Murmansk gliedert sich in fünf Rajons und zwölf Stadtkreise. Das Verwaltungszentrum Murmansk ist die einzige Großstadt. Insgesamt gibt es in der Oblast 16 Städte und 12 Siedlungen städtischen Typs, von denen sechs Städte und zwei Siedlungen den Status von „Geschlossenen administrativ-territorialen Gebilden“ (SATO) besitzen.

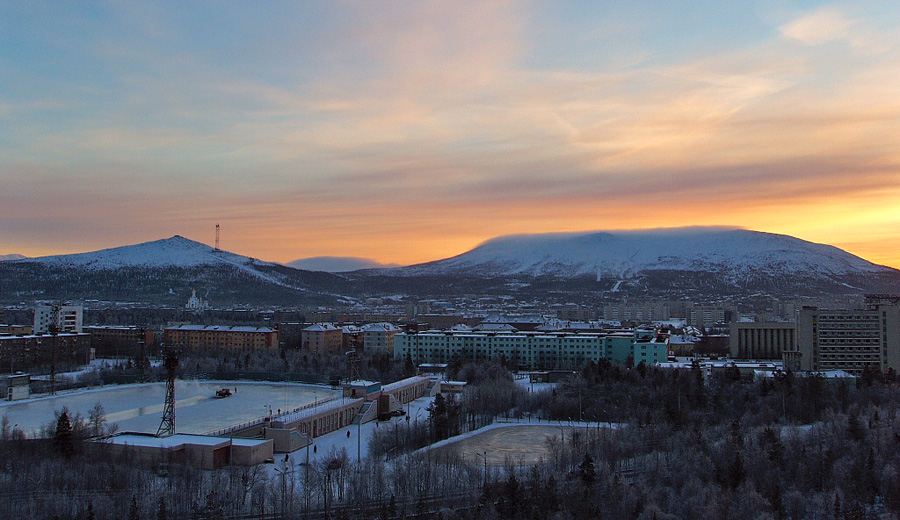
Die Stadt Montschegorsk im Winter mit dem Bandystadion im Vordergrund

| Name          | Russisch    | Einwohner (14. Oktober 2010) |
| ------------- | ----------- | ---------------------------- |
| Murmansk      | Мурманск    | 307.257                      |
| Apatity       | Апатиты     | 59.672                       |
| Seweromorsk   | Североморск | 50.060                       |
| Montschegorsk | Мончегорск  | 45.361                       |
| Kandalakscha  | Кандалакша  | 35.654                       |
| Kirowsk       | Кировск     | 28.625                       |
| Olenegorsk    | Оленегорск  | 23.072                       |

## Politik
Gouverneur der Oblast ist seit 27. September 2019 Andrei Tschibis, der dieses Amt am 21. März 2019 kommissarisch von der vorfristig zurückgetretenen Marina Kowtun übernommen hatte, die den Posten seit 2012 innehatte.